# 劉徳
劉 徳（りゅう とく、? - 紀元前129年）は、前漢の景帝の第2子で武帝の異母兄。河間王に封じられた。

## 略歴
母は栗太子劉栄と臨江王劉閼于と同じ栗姫。景帝前2年（紀元前155年）に河間王に封じられた。
劉徳は学問を修め古の事を好み、民が良い書を持っていると聞くと金品を与え、その書を写して本の書を召し上げ、写本を持ち主に返すようにした。そのため多くの者が千里の道も遠いと思わずに彼の元へ参じて書を献上し、彼が持つ書は漢王朝と同等の多さであった。当時、淮南王劉安も書を好んだが、劉安は軽薄な内容の書が多かったのに対して、劉徳の得た書は『周礼』・『書経』・『儀礼』・『礼記』・『孟子』・『老子』といった秦以前の古い経書の類や孔子の弟子の著作であった。また六経を重んじて『毛詩』・『春秋左氏伝』の博士の官を設け、礼楽を修めて服装や立ち居振る舞いも儒者のそれであったので、山東の儒者たちは彼の元で遊学する者が多かった。また劉徳は自ら毛生らと共に『楽記』を著した。
前漢の歴史を書いた『漢書』には、「学を修めて古を好み、事を実して是を求む」(事実に基づきその真相・真理を探究する）と劉徳を評価している。
武帝の時代に漢に来朝した際、雅楽や八佾の舞などを献上した。武帝が詔を出して質問した30余りの件について答えたところ、文は簡約で意味は明らかであった。
元光6年（紀元前129年）に死亡し、献王と諡された。河間王は子の共王劉不害が継いだ。河間王はその後も継承され、一度断絶したが復活し、王莽の時代に断絶するまで続いた。